# Lytta carneola
Lytta carneola es una especie de coleóptero de la familia Meloidae.

## Distribución geográfica
Habita en Namaqualand (África).